# Gulzar
Sampooran Singh Kalra (nacido en Dina, Pakistán, el 18 de agosto de 1934), conocido popularmente por su seudónimo Gulzar, es un poeta indio, autor y director de cine. Él escribe principalmente en hindi (hindi-urdu) y punjabi; además de varios dialectos del hindi como braj bhasha, khariboli, haryanvi y marwari.

Gulzar fue galardonado con el Padma Bhushan en 2004 por su contribución a las artes y el Premio de Sahitya Akademi en 2002. Ha ganado varios Premios Nacionales de Cine y 20 premios Filmfare. En los Premios de la Academia 81a, ganó el Oscar a la Mejor Canción Original por "Jai Ho" (compartido con A. R. Rahman), para la película Slumdog Millionaire. El 31 de enero de 2010, la misma canción le valió un premio Grammy en la categoría de Premio Grammy a la Mejor Canción Escrita para una Película, Televisión u otro medio visual. Fue galardonado con el Premio Dadasaheb Phalke de 2013, el honor más alto de la India otorgado a una persona en el cine.

## Audiolibros
- Rangeela Geedhad. Karadi Tales. 2000. ISBN 8186838422.
- Parwaaz. Karadi Tales. 2004. ISBN 8181900413.

## Biografías
- Kabir, Nasreen Munni (2012). In the Company of a Poet: Gulzar in Conversation with Nasreen Munni Kabir. Rainlight Rupa. ISBN 978-81-291-2083-0.
- Chatterjee, Saibal (2007). Echoes and Eloquences: The Life and Cinema of Gulzar. Rupa & Co. ISBN 978-81-291-1235-4.
- Gulzar, Meghna (2004). Because He Is... Rupa & Co. ISBN 81-291-0364-8.

## Premios y distinciones
Premios Óscar
| Año  | Categoría     | Película            | Resultado |
| ---- | ------------- | ------------------- | --------- |
| 2009 | Mejor canción | Slumdog Millionaire | Ganador   |